# Pycnonotus montis
El bulbul de Borneo (Pycnonotus montis) es una especie de ave paseriforme de la familia Pycnonotidae endémica de Borneo. Anteriormente se consideraba una subespecie del bulbul carinegro (Pycnonotus melanicterus).

## Descripción
La parte superior de su cabeza es negra y presenta un prominente penacho. Su garganta es amarilla, y el resto de sus partes inferiores son verdes amarillentas. Sus partes superiores son de color verde oliváceo. Su pico es negro y sus ojos también son oscuros. Ambos sexos tienen el plumaje similar. Los juveniles son de tonos ligeramente más apagados.